# Acraea barberina
Acraea barberina är en fjärilsart som beskrevs av Van Son 1963. Acraea barberina ingår i släktet Acraea och familjen praktfjärilar. Inga underarter finns listade i Catalogue of Life.